# 愛知県道309号刈宿住崎線
愛知県道309号刈宿住崎線（あいちけんどう309ごう かりやどすみさきせん）は、愛知県西尾市内を通る一般県道である。

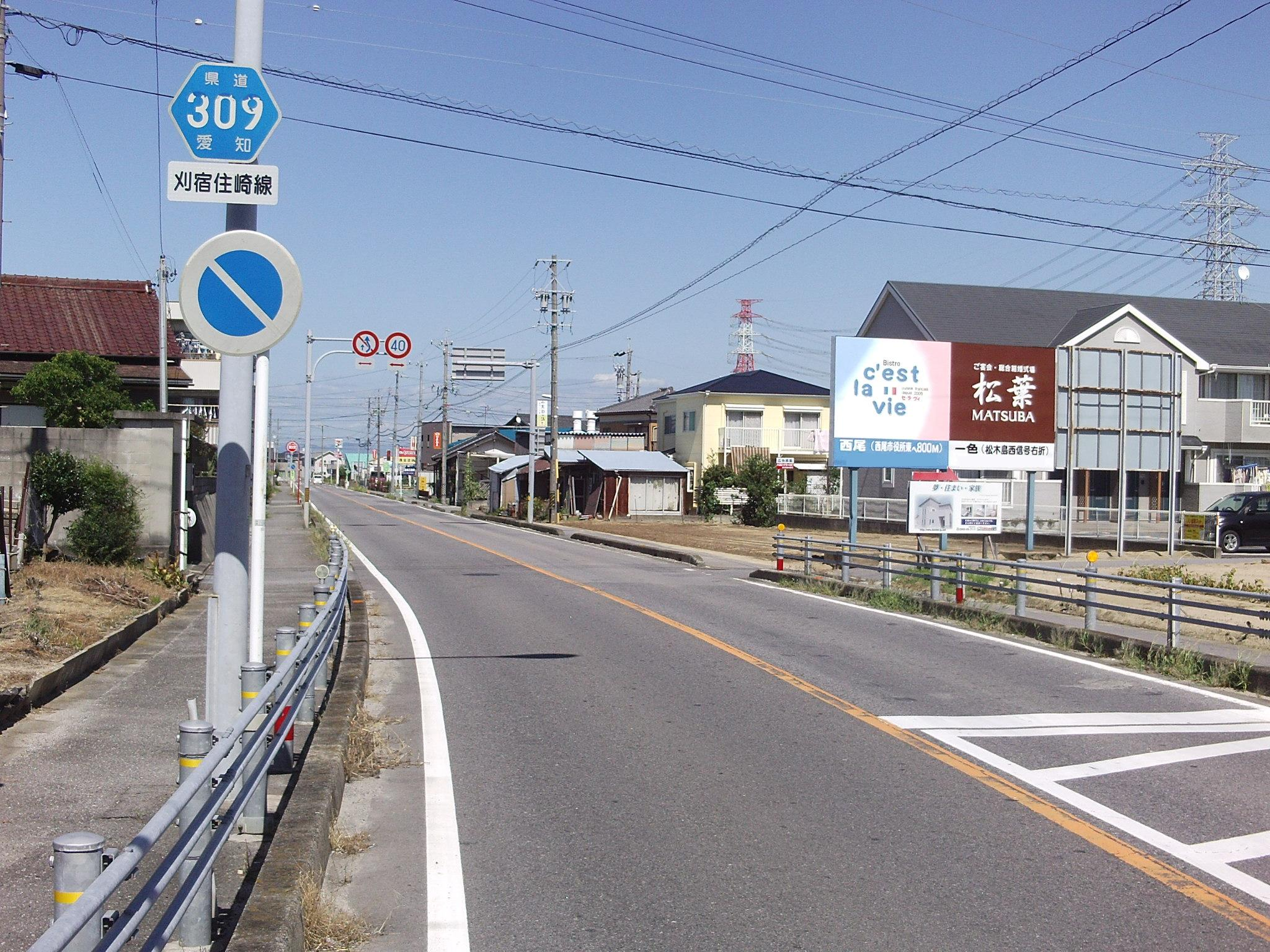
起点の刈宿町。

## 概要

### 路線データ
- 起点：愛知県西尾市刈宿町 (国道247号交点)
- 終点：愛知県西尾市住崎町 (愛知県道43号岡崎碧南線交点)
- 全長 : 約4.2km

## 沿革
- 1959年12月15日：認定
  - 旧路線名称は刈宿幸線

## 通過する自治体
- 愛知県
  - 西尾市

## 接続する道路
- 国道247号（刈宿交差点）
- 愛知県道312号荻原巨海線
- 愛知県道41号西尾幸田線・愛知県道383号蒲郡碧南線（上矢田南交差点）
- 愛知県道43号岡崎碧南線（住崎南交差点）

## 沿線・周辺
- 西尾市立寺津小学校・西尾市立寺津中学校
- 西尾市立矢田小学校